# Zeth Mustamu

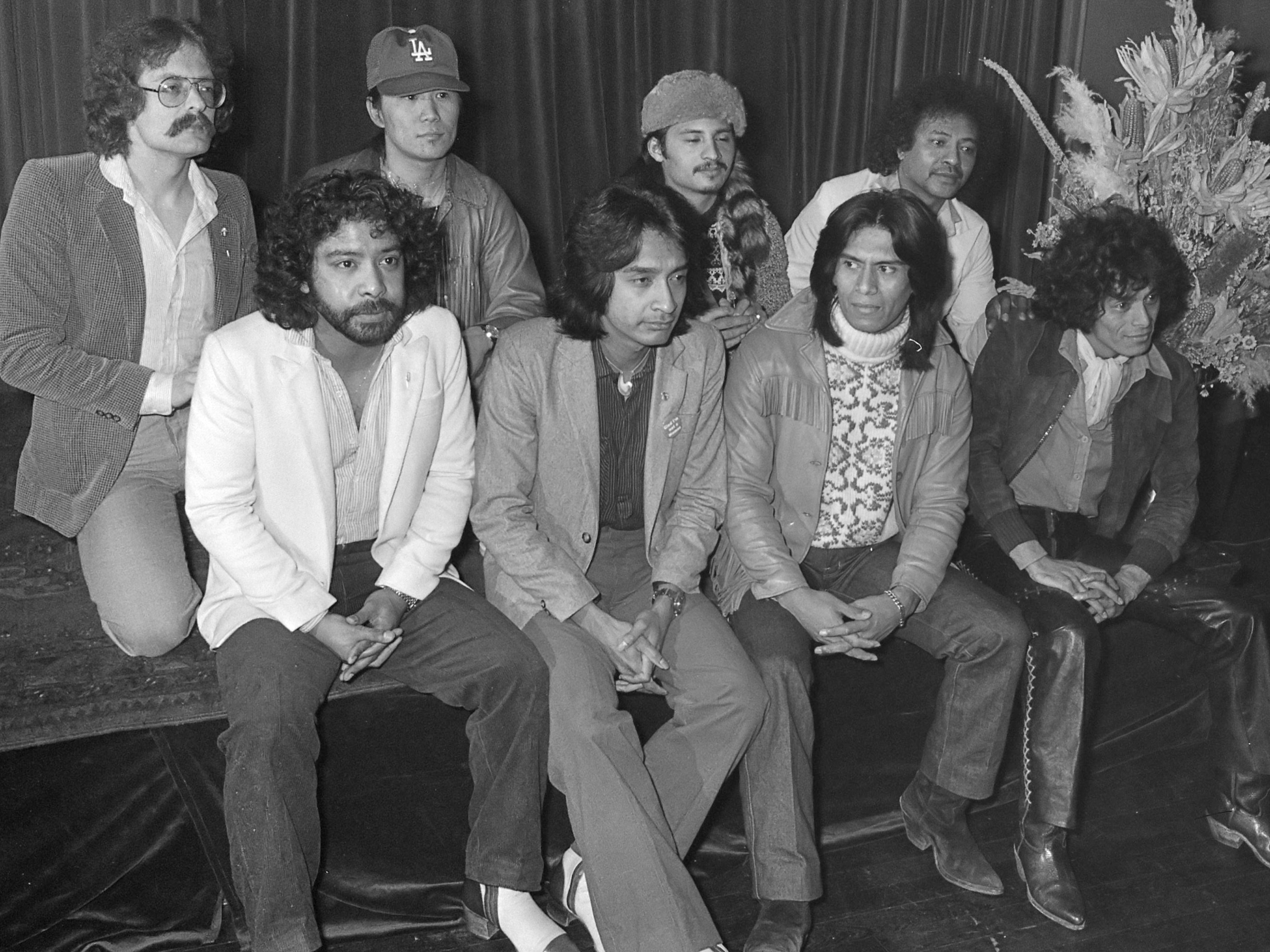
Zeth Mustamu (met bontmuts) bij de uitreiking van de Zilveren Harpen op 18 maart 1979

Zeth Mustamu (1951) is een Nederlands-Moluks predikant en tevens muzikant; hij is de voormalige congaspeler van Massada.

## Biografie

### Massada
Mustamu sloot zich in 1973 aan bij deze latin rock-band en schreef onder andere mee aan de vijf jaar later uitgebrachte debuutsingle Latin dance; op het album Pusaka uit 1980 was hij voor het eerst als zanger te horen. Net als collega Nippy Noya speelde Mustamu ook op platen van andere artiesten; onder meer het debuutalbum van Doe Maar uit 1979 en One Night Affair dat in 1981 een hit werd voor Spargo. 

### Reden vertrek
Datzelfde jaar besloot Massada een nieuwe koers te varen omdat de bezetting in het voorbije anderhalf jaar was veranderd; dit resulteerde in Baru, een album met meer funk-invloeden en subtielere percussie en gitaarpartijen. Deze koerswijziging riep gemengde reacties op, ook binnen de band die sindsdien geen nieuw album heeft gemaakt. Mustamu vertrok begin 1982 en ontwikkelde zich in de daaropvolgende jaren tot dominee; hij werkte eerst bij de Pinkstergemeente alvorens toe te treden tot de Molukse Evangelische Kerk. 

### Latere muziekprojecten
Daarnaast bleef Mustamu betrokken bij muziekprojecten als Moluccan Moods en Blue Pearl. Eind jaren 00 vormde hij met gitaristen Nino Latuny, Chris Latul en bassist Usje Sabander de tribute-band Massiada (We zijn er nog); het repertoire bestond voornamelijk uit nummers van Massada en Santana. Verder speelde Mustamu met de andere (ex-)Massada-percussionisten in de supergroep Latin Explosion, en trad hij toe tot Latuny's coverband Bersama (Samen) waarin hij ook een aantal zangnummers voor zijn rekening neemt. Na enkele bezettingswijzigingen werd de band omgedoopt tot Bersama Baru.